# Henk Sprenger
Pour les articles homonymes, voir Sprenger.
Jan Hendrik Sprenger, né le 3 janvier 1919  à Wormer (Pays-Bas) et mort le 29 décembre 2005, est un auteur néerlandais de bandes dessinées traduites et publiées dans de nombreux pays.

## Biographie
Henk Sprenger effectue de courtes études artistiques et travaille pour le studio de dessin animé Toonder-Geesink à partir de 1943. Sa première bande dessinée, Demoneiland (L'Île aux démons), sur scénario de Bruins, est publiée en 1945 dans l'hebdomadaire De Geillustreerde. Il illustre aussi quelques livres.
En 1947, il collabore à la revue Tom Poes weekblat et y crée la série Arend Storm, renommée plus tard Piloot Storm, qui rencontre un succès croissant. Quand la revue cesse sa parution en 1951, Arend Storm est pris en charge par le Swan Feature syndicate qui diffuse la série dans les journaux aux Pays-Bas et aussi dans plusieurs pays européens et au Québec. Sprenger alimente la série durant plus de vingt ans. Quand il y met un terme en 1973, elle comporte 6951 bandes réparties en 85 récits. En France, la série est intitulée Pilote Tempête ; elle est publiée dans de nombreux quotidiens régionaux et dans les revues de bande dessinée de science-fiction Dynamic et Spoutnik des éditions Artima.
En 1952, Henk Sprenger inaugure une nouvelle série, Kick Wilstra, qui paraît dans Ketelbinkie Krant / Robs Vrienden puis à partir de 1955 dans le quotidien Het Parool. Elle compte 1700 bandes réparties en 18 épisodes. En France, cette série est partiellement publiée dans la revue Olympic des éditions Artima.
Hank Sprenger dessine aussi des planches éducatives, publiées dans Météor des éditions Artima ou L'Intrépide.
En 1975, Henk Sprenger cesse la bande dessinée pour travailler dans le design.
Son œuvre est redécouverte à la fin du vingtième siècle : une exposition lui est consacrée en 1999 par la galerie-librairie Lambiek à Amsterdam, le prix Stripschap lui est remis en 2003 et la publication intégrale de Pilote Tempête est entreprise aux Pays-Bas.

## Séries
- Pilote Tempête (titre original en néerlandais: Piloot Storm - genre : Aventure puis Science-fiction, Space opera) : Les tribulations d'un héros, le capitaine Jacques Tempête, et de ses compagnons Sandra et Bontemps dans le monde puis sur Vénus (Valéron) et d'autres mondes du Système solaire.
- Kick Wilstra : Les aventures et mésaventures d'un jeune footballeur surdoué.

## Publications en traduction française
Dans de nombreux quotidiens régionaux, sous forme d'un bandeau :
- Le Méridional ;
- Le Populaire du Centre ;
- Le Courrier de l'Ouest (1954/1955) ;
- Le Petit Luron (supplément pour la jeunesse de l'hebdomadaire belge Samedi).

Dans des cahiers, en récits complets :
- mensuel Dynamic aux éditions Artima (Pilote tempête) ;
- mensuel Spoutnik aux éditions Artima (Pilote tempête) ;
- mensuel Olympic aux éditions Artima (Kick Wilstra, le super avant-centre).